# Социальное давление
Социа́льное давле́ние (англ. Peer pressure) — (психологическое) воздействие коллектива, оказывающее влияние на характер поведения членов группы и приводящее их личные привычки,  установки, ценности и нормы поведения в соответствие с групповыми. Примерами таких групп являются объединения с формальным членством (политические партии, профсоюзы) или неформальные группировки (см. Клика), в частности, в среде подростков (одноклассников, однокурсников, одногруппников), например, неформалы в России конца XX века. Социальное давление не зависит от желания личности принадлежать к той или иной группе и может проявляться по-разному, в том числе, толкать на поступки, которые в норме люди не совершают, например, курить, принимать наркотики, вступать в интимные отношения, жениться, поступать на работу, заводить детей, покупать ненужные вещи, в том числе дорогостоящие (автомобили, дома, яхты) и т. д.

## Подростки
Молодёжь является наиболее уязвимой социальной группой, подверженной такого рода давлению. Это касается моды на употребление тех или иных наркотиков. Подобные модели поведения более агрессивны (в смысле «давления»), чем социально-одобряемые тренды (занятия спортом и т. п.).
Отношения подростков с равными себе — критический фактор социализации:
Молодёжь  должна:
- а) именно в общении со сверстниками приобрести социальную компетентность, интернализовать аттитюды и ценности, научиться понимать др.;
- б) занять уютную нишу в своей субкультуре.

По сравнению с взаимодействием со взрослыми, интеракции детей и подростков со сверстниками, в целом, более частые, интенсивные и разнообразные.
Подростковый возраст - это время, когда человек наиболее восприимчив к давлению со стороны сверстников, потому что сверстники оказывают важное влияние на поведение в подростковом возрасте, а давление со стороны сверстников было названо отличительной чертой подросткового опыта.  Дети, вступающие в этот период жизни, впервые узнают об окружающих их людях и осознают важность восприятия в своих взаимодействиях.  Соответствие сверстникам у молодежи наиболее ярко проявляется в отношении стиля, вкуса, внешнего вида, идеологии и ценностей.  Давление со стороны сверстников обычно связано с эпизодами принятия подростками риска, потому что эти действия обычно происходят в компании сверстников. 

## Менеджмент
Технологии социального давления могут быть сознательно использованы руководством для мотивации сотрудников. Одним из инструментов менеджмента является стремление к лидерству. Наёмный работник, стремящийся к лидерству, имеет внутреннюю мотивацию к успеху, проявляет изобретательность и бо́льшую трудоспособность по сравнению с менее честолюбивыми коллегами. Приёмами, стимулирующими социальное давление, являются тренинги и собрания, на которых каждый участник должен вступать в контакт с остальными и показывать результаты, сравнимые с достижениями остальных членов группы — см. Презентация (способ представления информации).